# Iwanowka (Mordwinien, Saransk)
Iwanowka (russisch Ивановка) ist eine Derewnja (Dorf) in der russischen Republik Mordwinien. Der Ort gehört zum Stadtkreis Saransk.
Iwanowka befindet sich zehn Kilometer südöstlich vom Stadtzentrum von Saransk.

## Geschichte
Im Jahr 1926 wurden in dem Ort 61 Haushalte mit 314 Personen gezählt, davon 159 männlich und 155 weiblich. Von den männlichen Ortsbewohnern galten 58 als schriftkundig, von den Ortsbewohnerinnen waren es 13.

### Einwohnerentwicklung
| Jahr | Einwohner |
| ---- | --------- |
| 1926 | 314       |
| 2010 | 64        |

Anmerkung: Volkszählungsdaten